# Projet de tramway d'Almería
Le tramway d'Almería (en espagnol : Tranvía de Almería) est un projet abandonné de transport collectif en site propre de type tramway desservant la ville d'Almería, en Andalousie.
L'idée d'un tramway circulant à Almería et dans les agglomérations voisines apparaît en 2008, dans le plan des infrastructures d'Andalousie. Le marché public pour l'établissement de l'étude de faisabilité est passé quelques mois plus tard. Celle-ci est rendue publique en 2010.
La proposition repose sur une seule ligne centrée sur la seule ville d'Almería, suivant un trajet du nord au sud, puis d'ouest en est, nord-sud puis est-ouest desservant, entre autres, l'hôpital de Torrecárdenas, la gare et l'université. Ce projet se rapproche de celui proposé dès 2008 par la municipalité almérienne.
Dès 2011, en raison des difficultés budgétaires générées par la crise économique de 2008, la réalisation du réseau marque le pas. En dépit de tentative de l'université de le relancer en 2015 puis 2018, il est finalement abandonné en 2021.

## Historique

### Élaboration et présentation du projet
Le plan des infrastructures de transport d'Andalousie (PISTA) pour la période 2007-2013 propose de « développer une connexion métropolitaine de type tramway dans la province d'Almería, dont l'appel d'offres sera passé avant l'année 2013 ». En février 2008, le gouvernement andalou explicite qu'il envisage un réseau entre le Poniente almeriense, Almería et l'agglomération du Bas Andarax, qui concentrent 80 % de la population provinciale, avec trois lignes : la première doit relier le Poniente, au départ d'Adra, et Almería, la seconde connecte Almería, l'université, l'aéroport et le quartier d'El Toyo (es), et la troisième met en correspondance Almería avec les sept communes du Bas Andarax. Il estime que le coût du projet atteindra 75 millions €.
L'appel d'offres pour la rédaction de l'étude de faisabilité et de l'avant-projet sommaire du réseau (Sistema Tranviario Metropolitano de Almería-Poniente) est lancé en mars 2008 par le gouvernement andalou. Dix-neuf entreprises ou consortiums y répondent dans les deux mois. Un groupement de trois bureaux d'études est retenu en novembre, avec comme objectif de l'achever au mois de septembre 2009.
La mairie d'Almería présente dès le mois d'avril 2008 au public sa proposition d'une ligne unique suivant un trajet nord-sud entre le complexe hospitalier de Torrecárdenas (es) et le port de commerce et de plaisance (es), parsemée de 17 stations. Elle est imitée trois mois plus tard par les autorités de Roquetas de Mar, qui déposent auprès du département andalou des Travaux publics une proposition de tracé sur leur territoire. L'exécutif de la capitale provinciale dit pour sa part ne pas croire en la rentabilité de la connexion avec le Poniente, en raison de son coût important, mais soutient le lien avec le Bas Andarax du fait de l'existence d'une voie de chemin de fer entre Almería et Santa Fe de Mondújar. En novembre 2009, le quotidien régional Ideal (es) publie une version préliminaire de l'étude, proposant dans un premier temps une ligne de tramway nord-sud entre l'hôpital de Torrecárdenas et le port, avec pour objectif de la prolonger au nord vers une station de correspondance avec la future ligne de Cercanías du Bas Andarax et vers l'ouest pour se connecter avec la gare ferroviaire, après quoi la ligne serait de nouveau étendue jusqu'à l'université, tandis que le Poniente serait desservi par une ligne de tram-train.
L'exécutif régional s'engage en février 2009 à ce que l'étude de faisabilité soit prête d'ici un an. Celle-ci est effectivement soumise à enquête publique en juin 2010 : elle prévoit une seule ligne, centrée sur Almería, longue de 10 km et comptant 20 stations, desservant l'hôpital de Torrecárdenas, la gare et l'université, pour un coût total de 228 millions € et une fréquentation initiale de 6,24 millions de voyageurs par an, pouvant atteindre 7,66 millions en 2020. Les éventuelles connexions vers le Poniente et le Bas Andarax sont donc abandonnées, la proposition se rapprochant de celle formulée deux ans auparavant par la municipalité almérienne.

### Démarches post-premières études
Les études et le plan d'exécution sont attendus avant la fin de la législature andalouse d'alors, prévue en 2012, de telle sorte que les travaux puissent commencer en 2013. La mairie critique cependant le tronçon jusqu'au campus universitaire, d'un coût de plus de 100 millions €, le jugeant non rentable puisque l'aménagement des zones non urbanisées sur le parcours n'a pas encore fait l'objet d'une planification, donc d'une réalisation. Lors de la conclusion de l'enquête publique, soixante jours plus tard, seules deux remarques ont été déposées par des citoyens, tandis que les autorités municipales ont oublié de déposer la leur, qui proposait de faire passer la ligne par la rue du Chanoine Molina Alonso et non l'avenue de la Gare.
Après avoir répondu aux deux allégations, les autorités territoriales entament le processus d'étude d'impact environnemental au début de l'année 2011. Aucune date n'est prévue pour le début du chantier, en raison à la fois des démarches administratives requises pour un tel projet et des incertitudes que fait peser la crise économique de 2008 sur les finances publiques régionales. En novembre suivant, le gouvernement andalou et la municipalité reconnaissent que le projet a été pensé dans une période de bonne santé économique, qui s'est depuis dégradée, ce qui doit amener à réfléchir à la pertinence du projet, surtout depuis que la mairie de Jaén — à la suite d'une alternance politique — a refusé d'assumer le réseau de tram construit par la Région.

### Abandon faute de moyens
Alors que rien n'a été lancé en 2012 et que les administrations régional et municipale ne parviennent pas à s'entendre sur une formule pour le financement des travaux et l'exploitation de la ligne, la Cour des comptes andalouse révèle en janvier 2013 que le budget pluriannuel pour les infrastructures jusqu'en 2016 ne prévoit pas de dépense en faveur du tramway d'Almería. En novembre 2015 puis en novembre 2018, le recteur de l'université d'Almería s'exprime par deux fois en faveur du projet, jugeant indispensable qu'un transport collectif relie son campus au centre-ville,.
Le marché public relatif à l'étude de faisabilité, passé en juin 2008, est finalement annulé en janvier 2021, après que 600 000 € ont été dépensés pour la réalisation du rapport.

## Réseau

### Proposition municipale
Le réseau proposé par la municipalité se compose d'une seule ligne, circulant du nord au sud, comptant 17 stations et parcourue en 18 min.
Le tracé de la ligne part du complexe hospitalier de Torrecárdenas et traverse la ville vers le sud, en suivant deux tronçons différents entre le rond-point de la route de Grenade et l'avenue Federico García Lorca, où la ligne est réunifiée et poursuit son trajet jusqu'au port de commerce et de plaisance.

### Projet régional
Le réseau envisagé par l'étude de faisabilité se compose d'une seule ligne, circulant du nord au sud, puis d'est en ouest, longue de 10,08 km, comptant 20 stations et parcourue en 30 min. Cinq des stations ne sont pas localisées, pour desservir les secteurs pas encore urbanisés entre la ville et l'université. Le garage-atelier pourrait être installé près de l'hôpital ou à proximité de l'université,.
Le tracé de la ligne part du complexe hospitalier de Torrecárdenas et traverse la ville vers le sud — sans emprunter la route de Grenade pour éviter le conflit avec le trafic automobile — jusqu'à la gare, où est constitué un pôle d'échanges avec les lignes de bus et de train. La ligne bifurque ensuite vers l'ouest, longeant partiellement l'autoroute urbaine AL-12, puis redescend en direction de la plage avant de tourner de nouveau vers l'ouest et desservir le campus universitaire après avoir traversé plusieurs quartiers encore à construire,.

## Matériel roulant
Le nombre de rames prévu sur le réseau est de huit, circulant en site propre avec priorité aux intersections, avec une fréquence de passage de 7 min 30 s en heure de pointe. L'étude de faisabilité estime le coût du matériel roulant à 36,5 millions €.